# 埼玉県道・千葉県道42号松伏春日部関宿線

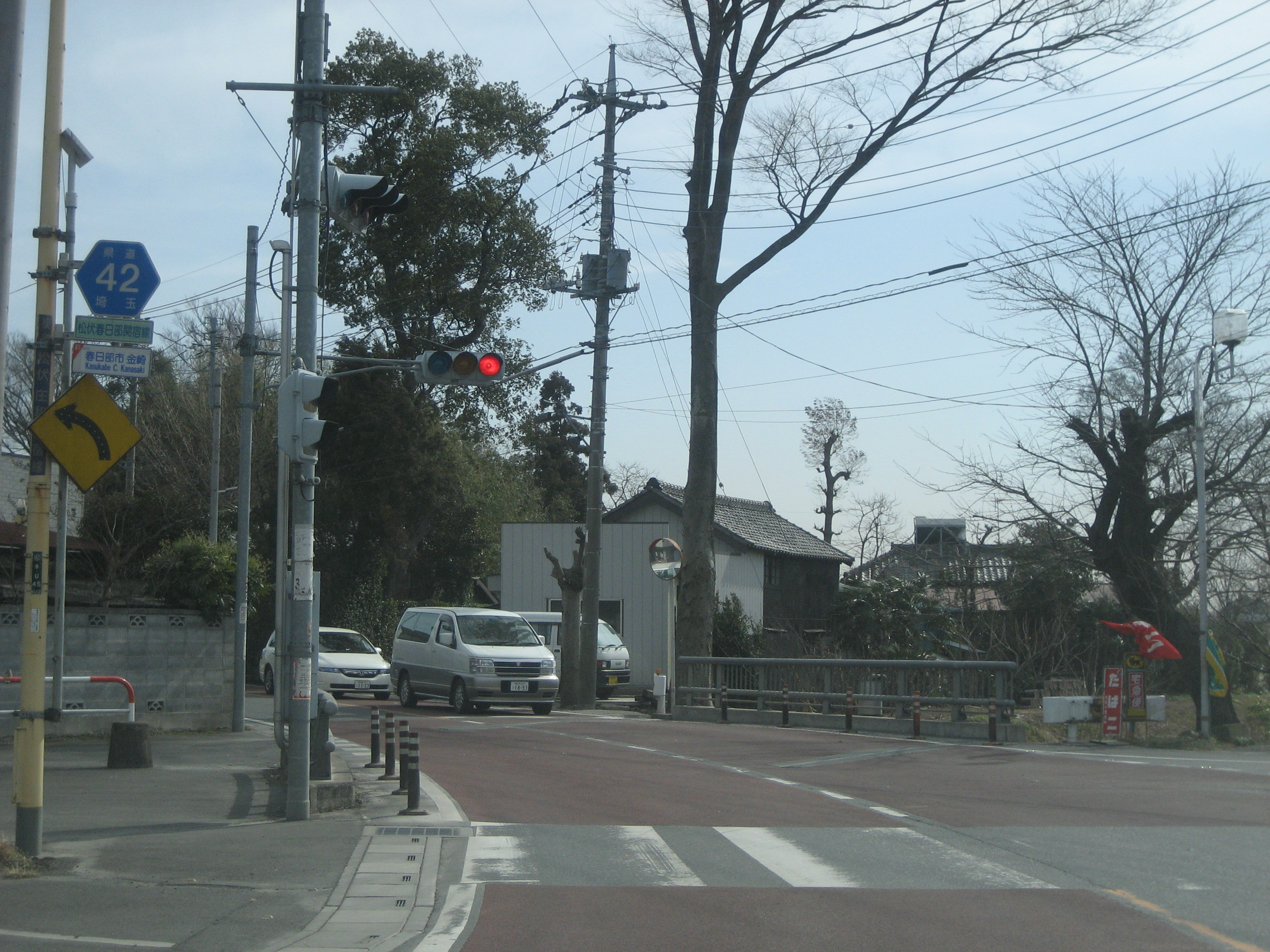
埼玉県春日部市金崎付近

埼玉県道・千葉県道42号松伏春日部関宿線（さいたまけんどう・ちばけんどう42ごう まつぶしかすかべせきやどせん）は、埼玉県北葛飾郡松伏町から千葉県野田市に至る県道（主要地方道）である。

## 概要
江戸川上流部の野田橋から関宿橋までの区間を、その右岸に沿って付かず離れず平行している。現在では、春日部市の国道16号と交差した後から西に平行する新4号国道を補完する役割が大きい。春日部市内、杉戸町内ではほぼ直線構造になっているため走りやすい。

### 路線データ
- 起点：埼玉県北葛飾郡松伏町（野田橋交差点 = 県道19号越谷野田線・県道21号三郷松伏線交点）
- 終点：千葉県野田市（埼玉県幸手市千葉県境 = 県道26号境杉戸線上）
- 総距離：18,884 m

## 歴史
- 2007年4月1日 - 路線名を埼玉県道・千葉県道42号松伏庄和関宿線から埼玉県道・千葉県道42号松伏春日部関宿線へ変更。

## 地理

### 通過する自治体
- 埼玉県
  - 松伏町
  - 春日部市
  - 北葛飾郡杉戸町
  - 幸手市
- 千葉県
  - 野田市

### 交差する道路

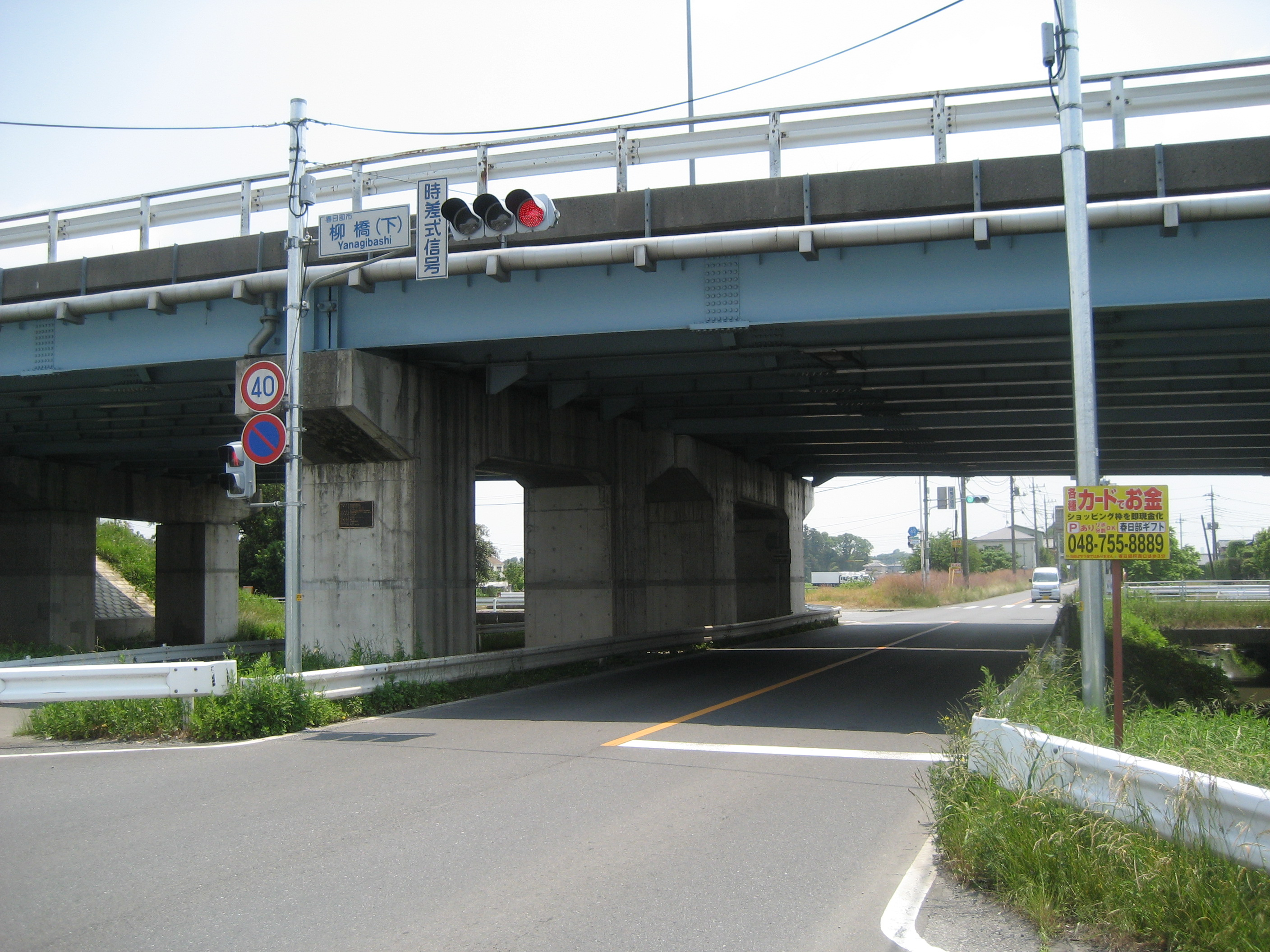
春日部市柳橋下交差点付近

国道16号とは直接接続せず、立体交差になっている。新4号国道とは、国道16号の北側で近接した位置を平行に走る。
| 交差する道路                        | 交差する道路                        | 交差点名       | 所在地 | 所在地   |
| ----------------------------------- | ----------------------------------- | -------------- | ------ | -------- |
| 埼玉県道21号三郷松伏線              |                                     |                |        |          |
| 埼玉県道19号越谷野田線              | 埼玉県道19号越谷野田線              | 野田橋         | 埼玉県 | 松伏町   |
| 埼玉県道80号野田岩槻線              |                                     | 金杉           | 埼玉県 | 松伏町   |
|                                     | 国道16号                            | 柳橋（北）     | 埼玉県 | 春日部市 |
| 埼玉県道321号西金野井春日部線       | 埼玉県道321号西金野井春日部線       | 辻橋           | 埼玉県 | 春日部市 |
| 埼玉県道320号西宝珠花春日部線       | 埼玉県道320号西宝珠花春日部線       | 立野           | 埼玉県 | 春日部市 |
| 埼玉県道183号次木杉戸線             | 埼玉県道183号次木杉戸線             | 椿             | 埼玉県 | 杉戸町   |
|                                     | 埼玉県道375号西宝珠花屏風線         | 屏風           | 埼玉県 | 杉戸町   |
| 埼玉県道319号惣新田春日部線         | 埼玉県道383号惣新田幸手線           | 東川           | 埼玉県 | 幸手市   |
|                                     | 埼玉県道268号西関宿栗橋線           | 三田           | 埼玉県 | 幸手市   |
| 埼玉県道26号境杉戸線                | 埼玉県道26号境杉戸線                | 関宿橋         | 埼玉県 | 幸手市   |
| 埼玉県道156号三郷幸手自転車道線     | 埼玉県道156号三郷幸手自転車道線     | （関宿橋右岸） | 埼玉県 | 幸手市   |
| 千葉県道401号松戸野田関宿自転車道線 | 千葉県道401号松戸野田関宿自転車道線 | （関宿橋左）   | 千葉県 | 野田市   |
|                                     | 千葉県道17号結城野田線              | 関宿台町       | 千葉県 | 野田市   |

### 重複区間
- 埼玉県道80号野田岩槻線 野田橋交差点（埼玉県北葛飾郡松伏町） - 金杉交差点（埼玉県北葛飾郡松伏町）
- 埼玉県道26号境杉戸線 関宿橋交差点（埼玉県幸手市） - 関宿台町交差点（埼玉県幸手市）

### 交差する鉄道
- 東武野田線（東武アーバンパークライン）（野田線第120号踏切）

### 沿線の主な施設
松伏町
- 大正大学（北葛飾郡松伏町）
- ヱスビー食品

春日部市
- 埼玉県企業局庄和浄水場
- クリーンセンター庄和
- 春日部市立川辺小学校
- 春日部市立葛飾中学校
- 春日部市消防本部庄和消防署
- 春日部市立南桜井小学校
- 道の駅庄和（春日部市）
- 庄和中央病院

杉戸町
- 埼玉東部消防組合杉戸消防署泉出張所

幸手市
- 埼玉県中川上流排水機場

## ギャラリー

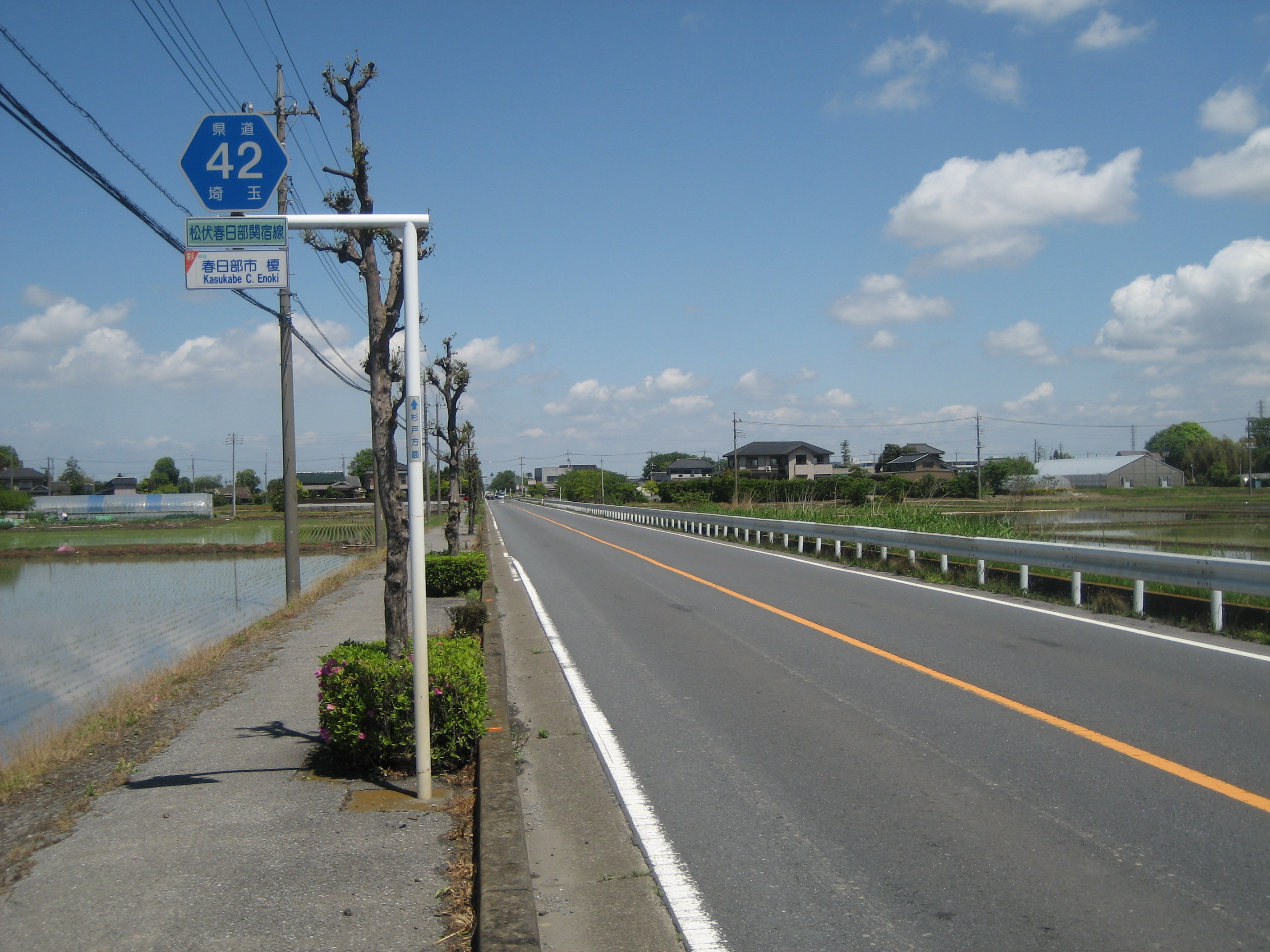
埼玉県春日部市榎付近
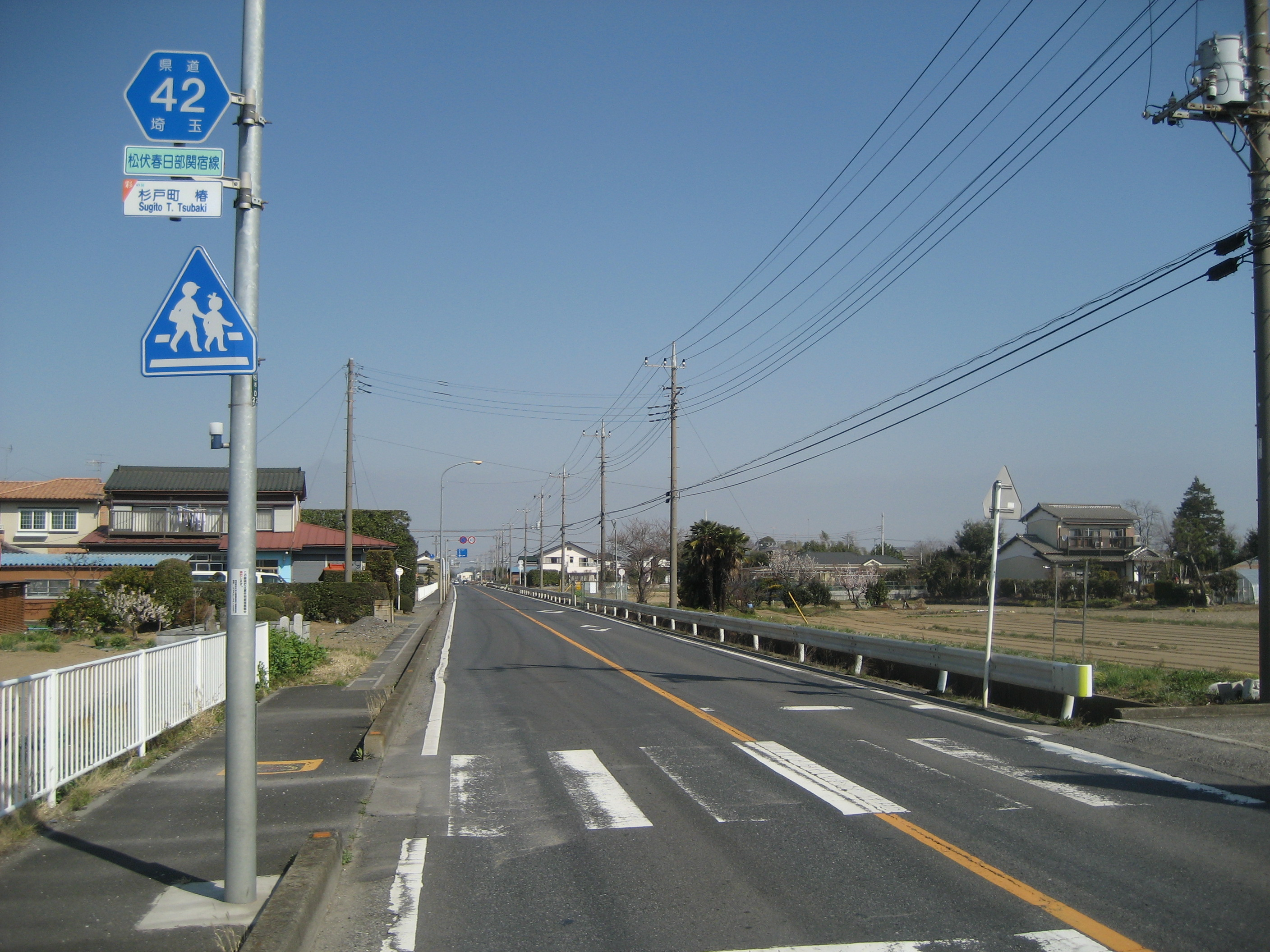
埼玉県杉戸町椿付近
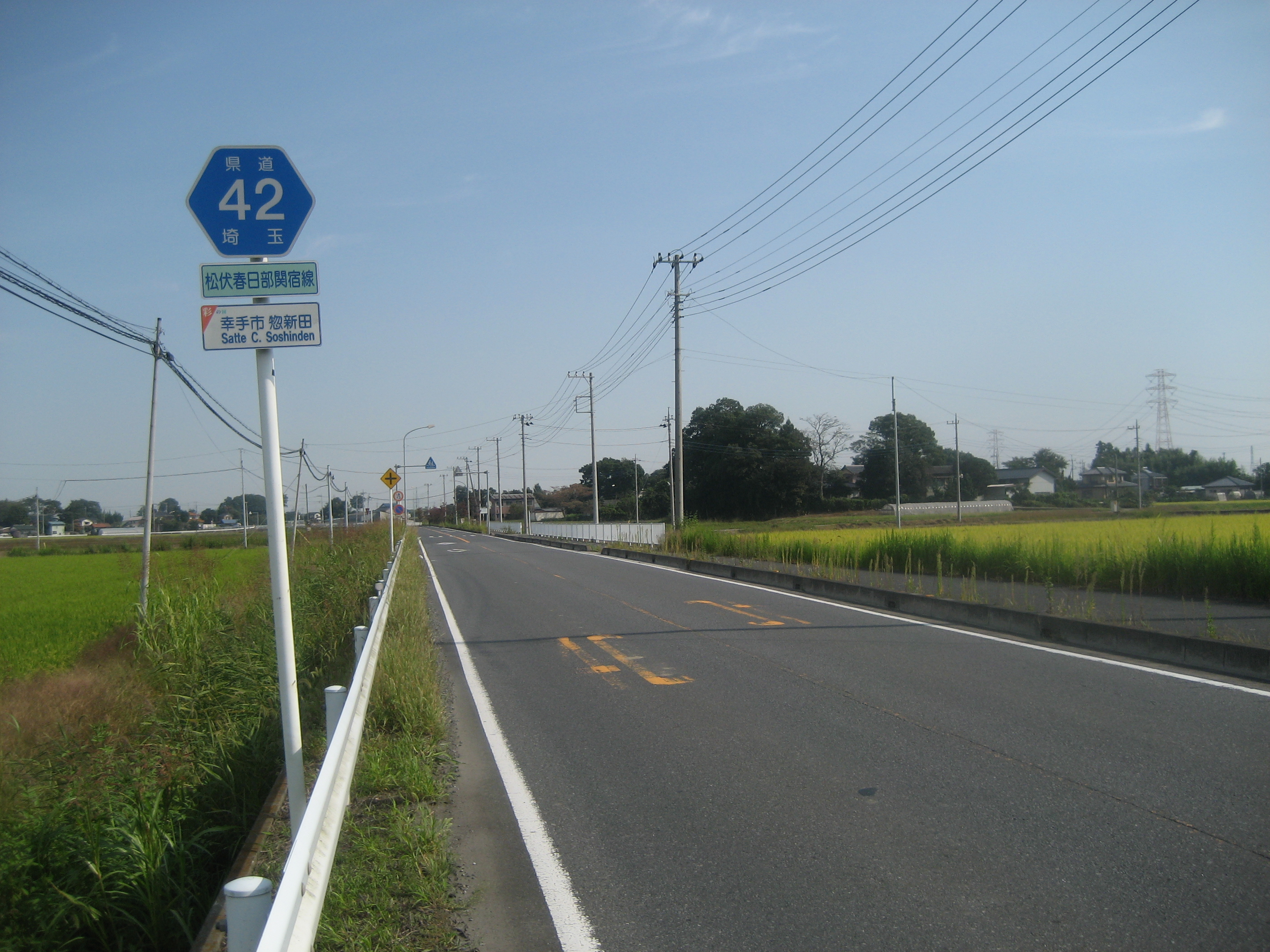
埼玉県幸手市惣新田付近